# Championnat d'Espagne de football 1962-1963
Navigation
Primera División 1961-62 Primera División 1963-64
Le championnat d'Espagne de football 1962-1963 est la 32e édition du championnat. Elle est remportée par le Real Madrid qui conserve son titre. Organisée par la Fédération espagnole de football, elle se dispute du 16 septembre 1962 au 21 avril 1963.
Le club madrilène l'emporte avec douze points d'avance sur l'Atlético Madrid et seize sur troisième, le Real Oviedo. C'est le neuvième titre des « Merengues » en championnat.
Le système de promotion/relégation ne change pas : descente et montée automatique pour les deux derniers de division 1 et les deux premiers des deux groupes de deuxième division, barrages de promotion pour les treizième et quatorzième de division 1 et les deuxième des deux groupes de division 2. En fin de saison, l'Osasuna Pampelune et le CD Málaga sont relégués en deuxième division tout comme le RCD Majorque et le Deportivo La Corogne, eux deux après barrages. Ils sont remplacés la saison suivante par le Real Murcie, le Levante UD, l'Espanyol Barcelone et le Pontevedra CF.
L'attaquant hongrois naturalisé espagnol Ferenc Puskás, du Real Madrid, termine, pour la troisième fois, meilleur buteur du championnat avec 26 réalisations.

## Règlement de la compétition
Le championnat de Primera División est organisé par la Fédération espagnole de football, il se déroule du 16 septembre 1962 au 21 avril 1963.
Il se dispute en une poule unique de 16 équipes qui s'affrontent à deux reprises, une fois à domicile et une fois à l'extérieur. L'ordre des matchs est déterminé par un tirage au sort avant le début de la compétition.
Le classement final est établi en fonction des points gagnés par chaque équipe lors de chaque rencontre : deux points pour une victoire, un pour un match nul et aucun en cas de défaite. En cas d'égalité de points entre deux ou plusieurs de clubs en fin de championnat, le classement se fait à la différence de buts. L'équipe possédant le plus de points à la fin de la compétition est proclamée championne. En fin de saison, les deux derniers du championnat sont relégués en Segunda División et remplacés par les deux premiers des deux groupes de ce championnat. Des barrages de promotion sont disputés entre les treizième et quatorzième de division 1 et les deuxième des deux groupes de division 2.

## Équipes participantes
Cette saison de championnat se dispute à 16 équipes. Córdoba CF dispute sa première saison en Primera División.
| \| A. Bilbao Atlético Madrid CF Barcelone Séville CF Real Madrid Valence CF Real Oviedo Betis Balompié Real Saragosse Elche CF RCD Majorque CA Osasuna Real Valladolid D. La Corogne CD Málaga Córdoba CF \| Localisation des clubs engagés dans le championnat. |
| A. Bilbao Atlético Madrid CF Barcelone Séville CF Real Madrid Valence CF Real Oviedo Betis Balompié Real Saragosse Elche CF RCD Majorque CA Osasuna Real Valladolid D. La Corogne CD Málaga Córdoba CF                                                           |

| Clubs                | Ville             | Stade                 | Capacité |
| -------------------- | ----------------- | --------------------- | -------- |
| Atlético Bilbao      | Bilbao            | San Mamés             | 41 400   |
| Atlético Madrid      | Madrid            | Metropolitano         | 58 000   |
| CF Barcelone         | Barcelone         | Camp Nou              | 83 868   |
| Betis Balompié       | Séville           | Benito Villamarín     | 16 060   |
| Córdoba CF           | Cordoue           | El Arcángel           | 23 800   |
| Deportivo La Corogne | La Corogne        | Riazor                | 22 182   |
| Elche CF             | Elche             | Altabix (es)          | 12 000   |
| RCD Majorque         | Palma de Majorque | Lluís Sitjar          | 14 600   |
| Real Madrid          | Madrid            | Santiago Bernabéu     | 90 123   |
| CD Málaga            | Malaga            | La Rosaleda           | 11 734   |
| CA Osasuna           | Pampelune         | San Juan              | 14 400   |
| Real Oviedo          | Oviedo            | Carlos-Tartiere       | 20 000   |
| Real Saragosse       | Saragosse         | La Romareda           | 32 416   |
| Séville CF           | Séville           | Ramón Sánchez-Pizjuán | 46 000   |
| Valence CF           | Valence           | Mestalla              | 53 190   |
| Real Valladolid      | Valladolid        | José Zorrilla (es)    | 21 333   |

## Classement
| Rang | Équipe                 | Pts | J  | G  | N | P  | Bp | Bc | Diff |
| ---- | ---------------------- | --- | -- | -- | - | -- | -- | -- | ---- |
| 1    | Real Madrid T          | 49  | 30 | 23 | 3 | 4  | 83 | 33 | +50  |
| 2    | Atlético Madrid        | 37  | 30 | 14 | 9 | 7  | 61 | 36 | +25  |
| 3    | Real Oviedo            | 33  | 30 | 15 | 3 | 12 | 52 | 46 | +6   |
| 4    | Real Valladolid P      | 33  | 30 | 15 | 3 | 12 | 51 | 53 | -2   |
| 5    | Real Saragosse         | 32  | 30 | 14 | 4 | 12 | 54 | 39 | +15  |
| 6    | CF BarceloneC          | 31  | 30 | 11 | 9 | 10 | 45 | 36 | +9   |
| 7    | Valence CF             | 31  | 30 | 14 | 3 | 13 | 49 | 36 | +13  |
| 8    | Elche CF               | 29  | 30 | 11 | 7 | 12 | 48 | 59 | -11  |
| 9    | Real Betis Balompié    | 28  | 30 | 12 | 4 | 14 | 41 | 47 | -6   |
| 10   | Atlético Bilbao        | 28  | 30 | 10 | 8 | 12 | 41 | 40 | +1   |
| 11   | Séville CF             | 27  | 30 | 11 | 5 | 14 | 40 | 55 | -15  |
| 12   | Córdoba CF P           | 27  | 30 | 12 | 3 | 15 | 35 | 39 | -4   |
| 13   | RCD Majorque           | 26  | 30 | 11 | 4 | 15 | 47 | 57 | -10  |
| 14   | Deportivo La Corogne P | 25  | 30 | 11 | 3 | 16 | 33 | 48 | -15  |
| 15   | Osasuna Pampelune      | 24  | 30 | 9  | 6 | 15 | 39 | 50 | -11  |
| 16   | CD Málaga P            | 20  | 30 | 8  | 4 | 18 | 25 | 70 | -45  |

- Champion, qualification pour la Coupe des clubs champions 1963-1964 en tant que champion
- Qualification pour la Coupe des vainqueurs de coupe de football 1963-1964 en tant que vainqueur de la Coupe d'Espagne
- Qualification pour la Coupe des villes de foires 1963-1964
- Barrages
- Relégation en Segunda División

Barrages de promotion
Les barrages opposent en matchs aller-retour RCD Majorque et Espanyol Barcelone, deuxième du groupe 1 de division 2 et, Deportivo La Corogne et Levante UD, deuxième du groupe 2 de division 2.
| Équipe 1             | Résultat | Équipe 2     | Aller | Retour | Match d'appui |
| -------------------- | -------- | ------------ | ----- | ------ | ------------- |
| Espanyol Barcelone   | 4-3      | RCD Majorque | 2-1   | 1-2    | 1-0           |
| Deportivo La Corogne | 2-4      | Levante UD   | 1-2   | 1-2    |               |

L'Espanyol Barcelone et Levante UD accèdent au terme des rencontres de barrage en Primera División.

## Bilan de la saison
| Championnat d'Espagne de football 1962-1963 |                        |
| Champion                                    | Real Madrid (9e titre) |
| Dauphin                                     | Atlético Madrid        |
| Coupes et trophées                          |                        |
| Vainqueur de la Coupe d'Espagne 1962-1963   | CF Barcelone           |
| Promotions et relégations                   |                        |
| Promus en Primera División                  | Real Murcie            |
| Promus en Primera División                  | Pontevedra CF          |
| Promus en Primera División                  | Espanyol Barcelone     |
| Promus en Primera División                  | Levante UD             |
| Relégués en Segunda División                | RCD Majorque           |
| Relégués en Segunda División                | Deportivo La Corogne   |
| Relégués en Segunda División                | Osasuna Pampelune      |
| Relégués en Segunda División                | CD Málaga              |